# Привид раю
Привид раю (англ. Phantom of the Paradise) — американський фільм 1974 року режисера Брайана Де Пальми.

## Сюжет
Вінслоу Ліч талановитий композитор, який співає і пише музику. Його наївністю користується продюсер музичної компанії Свон і обманом отримує його пісні для використання їх у своєму мюзиклі. Шукаючи справедливості, Вінслоу проникає в компанію і випадково знайомиться з дівчиною Фенікс. Він дізнається, що вона бере участь у конкурсі для отримання ролі в мюзиклі. Але незабаром помічники Свона підставляють композитора і він вирушає до в'язниці, з якої незабаром втікає. Через нещасний випадок він падає в річку, але не гине, а стає «Привидом» озлобленим і спраглим помсти.

## У ролях
| Актор           | Роль                              |
| --------------- | --------------------------------- |
| Вільям Фінлі    | Привид                            |
| Пол Вільямс     | Свон                              |
| Джессіка Гарпер | Фенікс                            |
| Герріт Грем     | Біф                               |
| Джордж Меммолі  | Філбін                            |
| Арчі Ган        | соковитий фрукт / пляжний бродяга |
| Джеффрі Команор | соковитий фрукт / пляжний бродяга |
| Пітер Елблінг   | соковитий фрукт / пляжний бродяга |